# South Charleston (Ohio)
Pour les articles homonymes, voir South Charleston.
South Charleston est un village américain situé dans le comté de Clark, dans l'Ohio. Selon le recensement de 2010, sa population est de 1 693 habitants.